# إصبع الفقمة
إصبع الفقمة (بالإنجليزية: Seal finger)‏ هو عدوى تُصيب أصابع صيادي الفُقُمات وغيرهم من الناس الذين يتعاملون مع زعنفيات الأقدام، نتيجة اللدغات أو الاتصال مع عظام الفقمة المكشوفة.[بحاجة لمصدر]
يعرّف قسم علم الأوبئة في ولاية ألاسكا ذلك بأنه «عدوى بالإصبع مرتبطة بالعض أو الجروح أو الخدوش الملوثة بأفواه أو دم أو دهون بعض الثدييات البحرية».
يمكن أن يسبب التهاب الهلل والتهاب المفاصل واستسقاء نخاع العظام. إذا لم يتم علاجها، فإن مسار الإصبع يكون بطيئًا وينتج عنه غالبًا مفصل متقلص سميك. تاريخياً، عولج إصبع الفقمة ببتر الأصابع المصابة. تم وصفه علميًا لأول مرة في عام 1907.
الطبيعة الدقيقة للكائن المسؤول عن إصبع الفقمة غير معروفة، حيث قاوم الزرع لأن معظم الحالات تعالج على الفور بالمضادات الحيوية؛ ومع ذلك، نظرًا لأنه يمكن علاج إصبع الفقمة بالتتراسيكلين أو المضادات الحيوية المماثلة، فإن الكائن الحي المسبب هو على الأرجح بكتيري، أو ربما فطري؛ في عام 1998، أظهر كل من Baker و Ruoff و Madoff أن الكائن الحي هو على الأرجح نوع من المفطورة يُدعى (Mycoplasma phocacerebrale). تم عزل المفطورة في وباء مرض الفقمة الذي يحدث في بحر البلطيق.

## روابط خارجية
- Working with Marine Mammals and Your Health, الإدارة الوطنية للمحيطات والغلاف الجوي brochure on zoonoses, including seal finger. (requires أدوبي أكروبات (via أرشيف الإنترنت))